# Дюрбе в селе Айвовом
Дюрбе в селе Айвовое (Качи, Эфендикой) — мавзолей в селе Айвовое Бахчисарайского района Крыма, в котором, предположительно, покоится вечным сном учёный Хусейн Эфенди. Памятник XVII века.

## История
Первое упоминание турецким путешественником Эвлия Челеби об этом сооружении датируется 60-ми годами XVII века. 1666 года он находился в селе с посещением существующего на то время в этой местности суфийского центра. Объект в связи с этим также называют текие дервишей.
Духовный центр имел поддержку государства, как сообщает историограф крымских ханов Мухаммед Риза: суфийские монастыри, расположенные в селениях Колеч, Кача, Чуюнчи и Ташелу (Ташлы), он называет «четырьмя столпами государственного трона и блюстителями ока правительственных дел».
Дюрбе известно среди крымских татар под названием Уч-Азис-дюрбесита и является единственным уцелевшим из трёх усыпальниц, что существовали в Айвовом до прихода большевиков, поскольку помещение было решено использовать как сарай.
Сооружение было повреждена во время землетрясения 1927 года и в конце Великой Отечественной войны из-за взрыва снаряда. В послевоенное время дюрбе было несколько восстановлено, но сейчас снова нуждается в серьёзной реставрации.

## Архитектура
Мавзолей возведён из ракушечника и бутового камня и имеет квадратную основу, которая затем переходит в восьмиугольную постройку высотой 7,5 м и толщиной стен 0,8 м. Является ярким образцом восточно-византийского архитектурного стиля.
Вход в помещение расположен в нижней части южной стороны, а рядом, правее — горизонтальное окно. Пол в дюрбе не вымощен, а потолок имеет куполообразную форму с металлическим покрытием.